# Jean de Bailleul
Pour les articles homonymes, voir Bailleul.
 (août 2021).
Pour le roi d'Écosse, voir Jean d'Écosse
Jean de Bailleul (John de Balliol en anglais), né avant 1208 et mort en octobre 1268, lord de Barnard Castle (comté de Durham) et seigneur de Bailleul-en-Vimeu (Picardie), fut un baron anglo-normand.

## Biographie
Il est le fils aîné et héritier d’Hugues de Bailleul (mort en 1229) et de Cécilia de Fontaines. Il est probablement prénommé d'après le roi Jean d'Angleterre, auquel son père reste fidèle durant tout son règne. Jean a un frère nommé Thomas de Bailleul.
Il succède à son père en 1229, et fait un mariage décisif pour l'histoire de sa famille en épousant, en 1233, Derborgail, troisième fille d'Alan (mort en 1234), lord de Galloway, et de Margaret, elle-même fille de David d'Écosse, comte de Huntingdon.
À la mort de son beau-père, en 1234, sa femme hérite d'un tiers de la grande seigneurie de Galloway. Le couple obtient d'autres terres après les décès de leur oncle John le Scot en 1237 et de sa veuve en 1253, puis de Christina, la sœur aînée de Derborgail, en 1246. Jean de Bailleul est alors particulièrement riche et puissant, et il place ses descendants dans la ligne de succession au trône d'Écosse. 
Henri III d'Angleterre lui confie l'office de shérif du Cumberland et la châtellenie de Carlisle entre 1248 et 1255. Il est aussi shérif de Nottingham et de Derby entre 1260 et 1264. À la demande d'Henri III, il est l'un des protecteurs du roi Alexandre III d'Écosse durant sa minorité, entre 1251 et 1255. Son rôle est probablement limité et subordonné à Robert de Ros.
Entre 1258 et 1265, durant la seconde guerre des barons, il est dans le camp des loyalistes et parmi les proches conseillers du roi. Il perd ses offices et domaines anglais à la suite de la défaite du roi à la bataille de Lewes en 1264. 
Après un conflit avec l'évêque de Durham, il fonde le Balliol College à Oxford.
Il meurt peu avant le 27 octobre 1268. Grâce aux liens de parenté de sa femme avec la royauté écossaise, son fils Jean est de facto roi d'Écosse de 1292 à 1296.

## Famille et descendance
En 1233, il épouse Derborgail, troisième fille d'Alan (mort en 1234), lord de Galloway, et de Margaret, elle-même fille de David d'Écosse, comte de Huntingdon. Ils ont au moins huit enfants :
- Hugues (mort en 1271), succède à son père comme lord de Barnard Castle (Durham) et de Bywell (Northumberland), épouse Agnès de Valence, dame de Danfalize, fille de Guillaume de Valence, le comte de Pembroke, et nièce d'Henri III ;
- Alan (mort avant 1271), sans descendance ;
- Alexandre (mort en 1278), épouse Aliénor de Genoure, une parente de la reine Éléonore de Provence ;
- Jean (mort en 1315), épouse Isabelle, fille de John de Warenne, 6e comte de Surrey. Il monte sur le trône d'Écosse en 1292 ;
- Margaret, épouse un membre de la famille cumbrienne de Moulton ;
- Cécile, épouse Jean de Bourg, petit-fils de Hubert de Bourg, comte de Kent ;
- Ada, épouse William de Lindsay, héritier des baronnies de Kendal et Lamberton (Berwickshire) ;
- Éléonore, épouse John Comyn l'Ancien, lord de Badenoch, justicier de Galloway, régent d'Écosse.

## Sources
- G. P. Stell, « Balliol, John de (b. before 1208, d. 1268) », dans Oxford Dictionary of National Biography, Oxford University Press, 2004. Version de novembre 2008.